# Akane Yanagisawa
Akane Yanagisawa (栁澤 明希 Yanagisawa Akane?), född 8 oktober 1998, är en japansk konstsimmare.

## Karriär
I augusti 2021 tävlade Yanagisawa vid OS i Tokyo, där hon var en del av Japans lag som slutade på fjärde plats i lagtävlingen. I juni 2022 vid VM i Budapest var Yanagisawa en del av Japans lag som tog silver i det tekniska programmet och fri kombination samt brons i det fria programmet.
I juli 2023 vid VM i Fukuoka var Yanagisawa en del av Japans lag som tog silver i det fria lagprogrammet och brons i det akrobatiska lagprogrammet. I oktober 2023 vid asiatiska spelen i Hangzhou var hon en del av Japans lag som tog silver i lagtävlingen.